# Las Villuercas
Las Villuercas és una comarca d'Extremadura situada a la zona oriental de la província de Càceres. Ocupa un territori aproximat de 1500 km² i té uns 10.000 habitants. El cap comarcal és Guadalupe on hi ha el monestir de Guadalupe, inscrit al Patrimoni de la Humanitat.

## Municipis
- Alía
- Berzocana
- Cabañas del Castillo
- Campillo de Deleitosa
- Cañamero
- Guadalupe
- Logrosán
- Navezuelas
- Retamosa
- Roturas
- Solana